# Dogecoin
Dogecoin ([ˈdoʊdʒkɔɪn], укр. доджкоїн, догікоїн, доґікоїн; код — DOGE, символ — Ð та D) — криптовалюта, базована на Litecoin. Названа на честь відомого інтернет-мема Doge (укр. жовтий собака). Датою появи є 8 грудня 2013 року. Особливістю є низька комісія та висока швидкість транзакцій. Комісія мережі Doge становить 0.01 Doge, а швидкість створення блоку — 1 хвилина (у Litecoin 2.5 хвилин, у Bitcoin 10 хвилин).
9 за капіталізацією криптовалюта, капіталізація на 12 травня 2020 року складала $64,7 млрд. Найчастіше використовувалась як чайові чи як жартівлива пожертва. Та з січня 2021 року курс почав активно зростати, на 2 лютого дорівнював $0,078, а на 8 травня вже $0,71. Активно зростав після твітів Ілона Маска, Snoop Dogg, соліста гурту Kiss Джина Сіммонса, та активній підтримці у спільноті Reddit.

## Історія

### 2013—2016
Dogecoin створив програміст із Портленда Біллі Маркус. Він хотів створити криптовалюту, яка була б зрозумілішою більшості, а також дистанціюватися від історії біткойнів, зокрема пов'язаної з продажем наркотиків. Біллі Маркус наголошує, що Dogecoin був створений «заради дурості та сатири» та став популярним за іронією долі.
Dogecoin був заснований на криптовалюті Luckycoin, яка у свою чергу базувалася на Litecoin, що базується на Біткойн. Як і в Luckycoin, розмір нагороди за кожен блок у Dogecoin встановлювався випадковим чином. У березні 2014 року це положення було змінено і розмір нагороди став фіксованим. За початковим задумом розмір емісії мав складати 100 мільярдів американських доларів, але пізніше було вирішено зняти обмеження на випуск dogecoin'ів.
19 грудня 2013 року протягом 72 годин вартість Dogecoin зросла майже на 300 %, збільшившись з $0,00026 до $0,00095, при обсязі мільярдів Dogecoin на день. Цей ріст відбувся тоді, коли біткойни та багато інших криптовалют були дуже волатильними після рішення Китаю заборонити місцевим банкам інвестувати в біткойн. Через три дні Dogecoin пережив першу велику проблему, втративши 80 % через цю подію та великі майнінг-пули, що використовують невелику обчислювальну потужність, необхідну на той час для видобутку Dogecoin.
25 грудня 2013 року відбулася перша велика крадіжка Dogecoin, коли мільйони монет було вкрадено під час зламу онлайн-платформи криптовалютного гаманця Dogewallet. Хакер отримав доступ до файлової системи платформи та змінив сторінку надсилання/отримання грошей, щоб відправляти будь-які монети на власну адресу. Цей інцидент спричинив велику кількість твітів про Dogecoin, що зробило його найбільш згадуваним альткойном у Twitter на той час. Щоб допомогти тим, хто втратив кошти на Dogewallet, спільнота Dogecoin почала ініціативу під назвою «SaveDogemas», жертвуючи монети тим, хто їх втратив. Приблизно протягом місяця було пожертвувано достатньо грошей, щоб покрити всі вкрадені монети.
У січні 2014 року обсяг торгів Dogecoin ненадовго перевищив обсяг торгів Bitcoin та всіх інших криптовалют разом узятих, однак його ринкова капіталізація суттєво відставала від обсягу Bitcoin. Спочатку Dogecoin представляв випадкову винагороду, яку отримують за кожен майнінг-блок, однак у березні 2014 року ця поведінка згодом була оновлена до статичної винагороди за блок.
У квітні 2015 року Джексон Палмер оголосив про плани взяти «тривалу відпустку» від криптовалютного співтовариства.
З 2016 року майже 2 роки не оновлювався. Джексон Палмер, один з авторів цієї валюти, 2015 року продав всі свої монети, особливо не вірячи в їхнє майбутнє.
Протягом 2017 року і на початку 2018 року криптовалютна бульбашка, Dogecoin ненадовго досяг піку $0,017 за монету 7 січня 2018 року, встановивши загальну ринкову капіталізацію ~$2 млрд.

### 2021
4 лютого 2021 року Ілон Маск у своєму твітері опублікував повідомлення про доги, в результаті чого курс валюти різко зріс в 1,5 раза. Курс доджкоїна виріс із 8 коп. за монету 13 грудня 2020 року до 2 грн за монету 8 лютого 2021, тобто більше, ніж в 10 разів за 2 місяці.
У квітні 2021 року Dogecoin та інші криптовалюти різко виросли в ціні, стимульовані частково прямим котируванням біржі криптовалют Coinbase. Ціна монети сягнула $0,10 14 квітня, а 16 квітня досягла нового максимуму в $0,45 (зросла на 400 % за тиждень), обсяг якого становив ~$70 млрд за попередні 24 години. На той час ринкова капіталізація Dogecoin наблизилася до $50 млрд, що зробило її п'ятою криптовалютою з найбільшою цінністю; її вартість зросла більш ніж на 7000 % з початку року. Інтерес до Dogecoin сприяв відключенню електронної торгової платформи криптовалютної системи Robinhood 15 квітня, спричиненому «безпрецедентним попитом», і викликало занепокоєння експертів щодо наближення спекулятивного пухиря на ринку криптовалют.
8 травня Ілон Маск під час виступу в популярній в США телепрограмі SNL пожартував, відповівши на питання «що таке Dogecoin», сказавши, що це шахрайство. Після цього курс Doge впав з $0,73 до $0,46.
14 грудня 2021 Маск у Твітері повідомив, що Tesla почала приймати Dogecoin як оплату деяких товарів на своєму вебсайті. Ціна Dogecoin зросла одразу на 11 %.

## Використання та обмін
Кілька онлайн-бірж пропонують торгівлю DOGE / BTC та DOGE / LTC.
Dogecoin — це альткойн з багатьма користувачами. Основні комерційні програми цієї валюти набули популярності в інтернеті, наприклад, система чайових, за допомогою якої користувачі соцмереж дякують іншим за цікавий або вартий уваги контент.
Торгівля матеріальними предметами в обмін на DOGE відбувається в онлайн-спільнотах, таких як Reddit і Twitter, де користувачі обмінюються інформацією, пов'язаною з валютою. Dogecoin також використовувався для спроби продати будинок, а також у порнографії та азартних іграх.
Dogetipbot — це послуга транзакцій з криптовалютами, яка використовується на Reddit та Twitch. Це дозволило користувачам надсилати монети іншим користувачам за допомогою команд через коментарі Reddit. У травні 2017 року Dogetipbot було закрито та відключено від мережі після того, як його творець оголосив про банкрутство; це призвело до того, що багато користувачів Dogetipbot втратили свої монети, що зберігалися в системі.
У травні 2021 року анонсовано запуск компанією SpaceX канадійського CubeSat компанії Intuitive Machines на орбіту Місяця у 2022 році. Оплачено це буде за допомогою Dogecoin.
У лютому 2022 компанія Tesla почала приймати криптовалюту Dogecoin в якості оплати на зарядних станціях.
У лютому 2024 року таємниче переміщення 250 мільйонів доларів Dogecoin до Robinhood викликало цікавість криптоспільноти. Цей перехід збігається зі значним зростанням вартості DOGE, яка зросла майже на 11 % за 24-годинний період.

## Технологія та DeFI

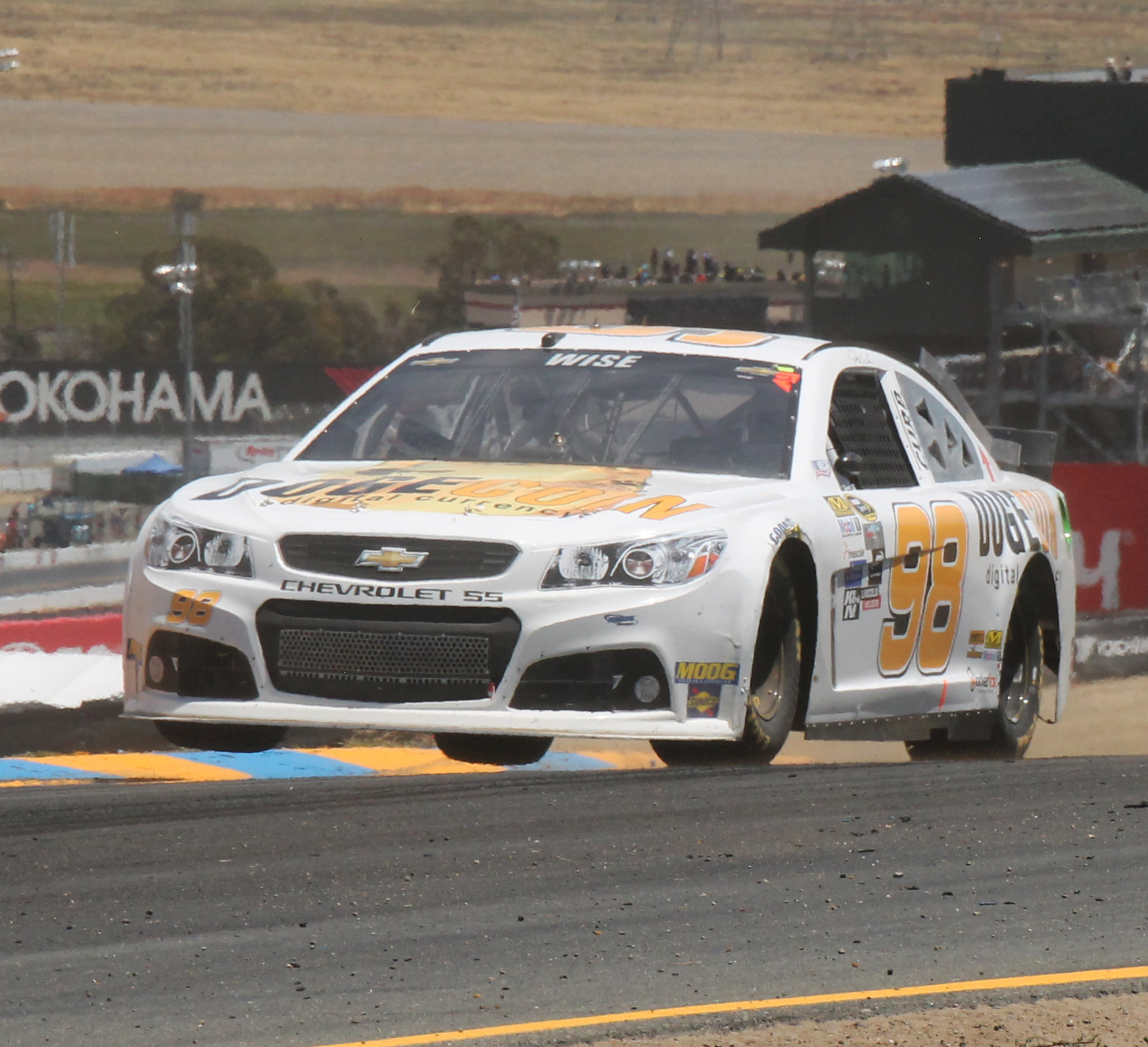
Автівка Джоша Вайза, спонсорована спільнотою Dogecoin, що 2014 року брав участь у перегонах NASCAR

DeFI або Децентралізоване фінансування — це форма фінансування, яка не покладається на посередників, таких як брокерські компанії, біржі або банки, які пропонують фінансові інструменти. Це досягається за допомогою «розумних контрактів», які є автоматизованими примусовими угодами, які не потребують посередників, таких як банк або юрист, але замість цього використовують технологію блокчейну. Проект Ren дозволив використовувати Dogecoin (renDOGE) на блокчейні ethereum і отримувати доступ до мережі DeFI (більшість монет DeFI використовують мережу blockchain ethereum). Монети, пов'язані з DeFi, використовують децентралізовані програми («dApps») для здійснення транзакцій та торгівлі на децентралізованих біржах (DEx). Прикладом Dexs є Uniswap; це цілком рівноправні обміни, без жодної компанії чи іншої установи, що забезпечує платформу.

## Пропозиція
Dogecoin почав майнінг з 100 млрд монет в обігу. До середини 2015 року було видобуто 100-мільярдний Dogecoin з додатковими 5 мільярдами монет, що вводяться в обіг щороку. Хоча теоретичного обмеження пропозиції не існує, за таких темпів кількість доджкойнів, що вводяться в обіг, за 26 років лише подвоїться. Немає встановленого жорсткого обмеження загальної пропозиції догкойнів. Спочатку Dogecoin обмежував пропозицію до 100 мільярдів монет, що мало би набагато перевищувати емісію інших провідних цифрових валют. У лютому 2014 року засновник Dogecoin Джексон Палмер оголосив, що ліміт буде знято для послідовного зниження рівня інфляції з часом.

## Транзакції
Dogecoin, подібно до Bitcoin та Litecoin, використовує адресацію на основі хеша відкритих ключів. Адреси Dogecoin складаються із 34 символів (як у верхньому, так і в нижньому регістрі) і починаються із літери D.
У грудні 2013 Dogecoin поставив рекорд із добової кількості транзакцій, обійшовши в сукупності всю решту криптовалют у 2,5 рази.

## Особливості
Доги із найпоширеніших криптовалют мають одну з найвищих швидкостей транзакції, що використовують у своїй роботі криптотрейдери. Так з одного серсісу обміну на інший доги можливо перевести за кілька хвилин, в той же час для біткойнів може пройти кілька годин.

## Благодійність спільноти
Спільнота Dogecoin неодноразово підтримувала збір коштів на благодійність.

### Перегони NASCAR

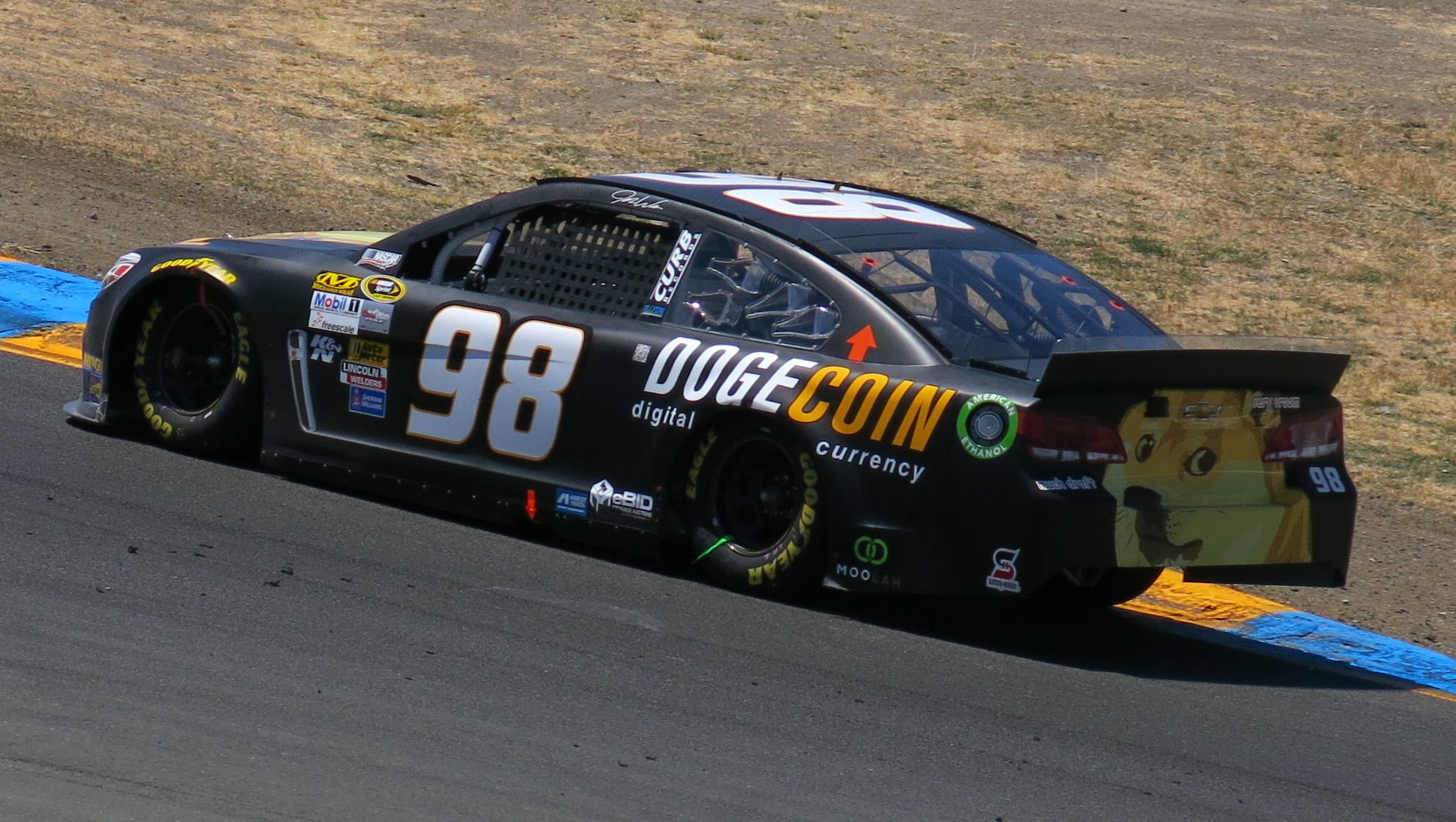
Авто Джоша Вайза під номером 98. Це Dogecoin Chevrolet на Raceway Sonoma 2014 року

25 березня 2014 року спільнота також зібрала близько 67,8 млн dogecoin (близько 55 тис. доларів, станом на 2014 рік), щоб профінансувати гонщика Джоша Вайз (NASCAR Sprint Cup Series 2012). На наступних змаганнях він мав виступати в машині з символікою Dogecoin.
Прозваний «Moonrocket», автомобіль було пофарбовано в символіку Dogecoin та Reddit. Джош Вайз та його машина отримали чимало уваги від ЗМІ, коментатори гонки активно обговорювали Dogecoin та зусилля краудфандингу.
16 травня Уайз виграв місце на Sprint All-Star Race за результатами голосування в інтернеті, обійшовши Даніку Патрік, головним чином завдяки зусиллям спільноти Dogecoin Reddit. Він закінчив гонку на 15-му місці, останнім з авто, що були на ходу.

### Зимові Олімпійські ігри 2014 року
У січні 2014 року спільнота брала участь у зборі $50 тис. для збірної Ямайки з бобслею для участі в Зимових Олімпійських іграх 2014, яка отримала кваліфікацію, але не мала грошей для участі у змаганнях. Протягом двох днів було зібрано Dogecoin на суму $36 тис., а курс Dogecoin до біткойнів зріс на 50 %. Спільнота Dogecoin також зібрала кошти для індійського спортсмена Шиви Кешавана.

### Doge4Water
Надихнувшись збором коштів на Зимові Олімпійські ігри та меншими успіхами в зборі коштів, Фонд Dogecoin, очолюваний Еріком Накагавою, почав збір пожертв на будівництво водяних свердловин в басейні річки Тана в Кенії у співпраці з благодійною організацією «Charity: Water». Було заплановано зібрати загалом 40 млн монет ($30 тис. на той час) до Всесвітнього дня води (22 березня). Кампанія вдалася, зібравши пожертви від понад 4000 донорів, у тому числі одного анонімного благодійника, який пожертвував 14 млн Dogecoin (приблизно $11 тис.)